# روي ألين
روي ألين (بالإنجليزية: R. G. D. Allen)‏ (و. 1906 – 1983 م) هو عالم اقتصاد، وعالم إحصاء، من المملكة المتحدة، ولد في ووستر، كان عضوًا في الأكاديمية البريطانية، توفي عن عمر يناهز 77 عاماً.

## التعليم
تعلم في كلية سيدني ساسكس ‏.

## مناصب وهيئات
أدار كلية لندن للاقتصاد.

## جوائز
حصل على جوائز منها:
- قائد وسام الامبراطورية البريطانية.